# Mario Cecchini
Mario Cecchini (Piticchio di Arcevia, 25 gennaio 1933 – Senigallia, 13 gennaio 2021) è stato un vescovo cattolico italiano.

## Biografia
Mario Cecchini nacque a Piticchio di Arcevia il 25 gennaio 1933. Il 29 dello stesse mese venne battezzato nella chiesa parrocchiale di Piticchio e l'11 settembre 1938 ricevette la cresima nella chiesa parrocchiale di Montale.

### Formazione e ministero sacerdotale
Compì gli studi ecclesiastici presso il seminario di Senigallia.
Il 21 settembre 1957 fu ordinato suddiacono e il 21 dicembre dello stesso anno diacono nella basilica cattedrale di San Pietro apostolo a Senigallia. Il 16 marzo dell'anno successivo fu ordinato presbitero per la diocesi di Senigallia nella chiesa di Ripe da monsignor Umberto Ravetta. Questi in seguito gli lasciò in dono il suo anello episcopale quale primo presbitero di Senigallia diventato vescovo. Il 19 marzo celebrò la prima messa solenne nella chiesa parrocchiale di Santa Maria de Abbatissis a Serra de' Conti.
Il 21 giugno 1958 venne inviato come vicario cooperatore a Scapezzano di Senigallia. Avendo acquisito l'abilitazione magistrale, il 1º ottobre 1958 venne nominato insegnante elementare nel seminario diocesano di Senigallia. Nell'anno accademico 1959-1960 conseguì la licenza in liturgia presso l'Istituto "Regina Mundi" di Roma e poi cominciò a insegnare tale disciplina in diverse scuole di teologia per laici. Il 1º settembre 1960 venne nominato vice direttore spirituale del seminario. Dal 1960 al 1968 fu professore di liturgia in seminario. Nell'anno accademico 1962-1963 conseguì la laurea in pedagogia presso la Libera Università di Urbino. Il 1º ottobre 1965 divenne incaricato per la promozione delle vocazioni ecclesiastiche in diocesi. Il 1º marzo 1967 venne chiamato dalla commissione amministrativa dell'ente, su indicazione dell'autorità ecclesiastica, al compito di segretario archivista ed economo dell'Opera Pia Mastai Ferretti di Senigallia succedendo a monsignor Angelo Mencucci nominato parroco della cattedrale. Il 3 gennaio 1970 venne nominato vice assistente ecclesiastico diocesano dell'Azione Cattolica dei Ragazzi e il 13 febbraio successivo direttore diocesano dell'Unione Apostolica dei Sacerdoti Adoratori. Il 10 dicembre 1973 monsignor Odo Fusi Pecci lo nominò vicario episcopale per la pastorale e canonico onorario della basilica cattedrale, nomina quest'ultima che verrà rinnovata il 10 ottobre 2003 dal vescovo Giuseppe Orlandoni. Nell'anno accademico 1974-1975 conseguì la laurea in giurisprudenza presso la Libera Università di Urbino con una tesi su "Opera Pia Mastai Ferretti – Stabilimento Pio – Senigallia" con relatore il professor Gabriele Molteni Mastai Ferretti. Il 18 febbraio 1977 venne nominato cappellano di Sua Santità. Il 2 febbraio 1981 monsignor Pecci gli conferì l'ufficio di vicario generale della diocesi di Senigallia. Il 1º febbraio 1983 venne nominato parroco della parrocchia della basilica cattedrale di San Pietro apostolo; succedette a monsignor Gino Papalini. Il 20 marzo successivo celebrò, all'inizio del ministero di parroco, il venticinquesimo di presbiterato nella basilica cattedrale di Senigallia.
Fu per diversi anni amministratore del settimanale diocesano La Voce Misena, seguì Radio Velluto Senigallia e fondò anche la radio parrocchiale del duomo per arrivare là dove non poteva fisicamente.

### Ministero episcopale
L'11 febbraio 1986 papa Giovanni Paolo II lo nominò vescovo delle diocesi unite in persona episcopi di Fano, Fossombrone, Cagli e Pergola. Ricevette l'ordinazione episcopale il 16 marzo successivo dal cardinale Bernardin Gantin, prefetto della Congregazione per i vescovi e presidente della Pontificia commissione per l'America Latina, co-consacranti il vescovo di Senigallia Odo Fusi Pecci e quello di Ascoli Piceno Marcello Morgante. Il 22 aprile prese possesso della diocesi di Fano; il 23 aprile prese possesso delle diocesi di Cagli, alle ore 11.00, di Pergola alle ore 15.30 e di Fossombrone alle ore 18.00, nelle rispettive cattedrali.
Il 30 settembre 1986, con il decreto Instantibus votis della Congregazione per i Vescovi, fu stabilita la plena unione delle sedi vescovili citate e monsignor Cecchini divenne primo vescovo della diocesi di Fano-Fossombrone-Cagli-Pergola.
Sabato 30 maggio 1987, a 54 anni, in mattinata verso le 10 nel suo ufficio in episcopio venne colpito da un ictus cerebrale e versò in coma giudicato irreversibile presso l'ospedale Torrette in Ancona. Dopo due giorni riprese conoscenza e migliorò discretamente fino a raggiungere con il tempo la guarigione, potendo così continuare a guidare la diocesi.
Fu una persona paterna, amabile e vicina alla gente. Nel suo ministero favorì le missioni ad gentes visitando, dove svolgevano il loro ministero, i preti fidei donum della diocesi. La sua devozione a Maria, madre di Gesù, segnò profondamente la sua spiritualità e il suo agire pastorale. Indisse il giubileo mariano diocesano e inaugurò il santuario di San Giuseppe a Spicello, nel comune di San Giorgio di Pesaro.
Il 5 aprile 1997 papa Giovanni Paolo II nominò monsignor Vittorio Tomassetti, vescovo coadiutore della diocesi. Sabato 31 maggio alle ore 17:45 presso il palazzetto dello sport "Salvatore Allende" di Fano, durante la celebrazione di chiusura del giubileo mariano diocesano, questi iniziò il suo ministero pastorale in diocesi.
L'8 settembre 1998 papa Giovanni Paolo II accettò la sua rinuncia al governo pastorale della diocesi per motivi di salute e divenne così vescovo emerito; gli succedette il coadiutore Vittorio Tomassetti. Ritornò nella diocesi di Senigallia e prese residenza presso il santuario della Madonna della Rosa a Ostra.
L'8 settembre 1998 venne nominato presidente della Fondazione Civitas Lateranensis di Roma. La Fondazione si occupa di sostenere la Pontificia Università Lateranense nella sua mission finanziando direttamente iniziative e strutture dell'Università e garantendo un sostegno economico agli studenti (religiosi e laici) in difficoltà (soprattutto coloro che provengono da territori come l'Africa, l'America Latina, l'Asia e l'Europa dell'Est).
Il 23 giugno 2003 si trasferì presso le residenze dell'Opera Pia Mastai Ferretti e poi divenne presidente regionale dei Gruppi di preghiera di Padre Pio e prestò servizio pastorale nella basilica cattedrale di San Pietro apostolo e nella chiesa della Croce in Senigallia.
Il 10 ottobre 2003 monsignor Giuseppe Orlandoni gli conferì l'incarico di assistente ecclesiastico diocesano del Movimento ecclesiale di impegno culturale (MEIC), dell'Unione cattolica italiana insegnanti medi (UCIIM) e dell'Associazione italiana maestri cattolici (AIMC).
Domenica 13 aprile 2008 alle ore 11:30 celebrò il cinquantesimo anniversario di presbiterato nella basilica cattedrale di Senigallia.
Affetto da patologie pregresse e contagiato dal COVID-19, morì all'Opera Pia Mastai Ferretti di Senigallia alle 11:45 del 13 gennaio 2021 all'età di 87 anni. Da circa un anno viveva nell'infermeria dell'Opera. Le esequie si tennero il 15 gennaio alle ore 15 nella basilica cattedrale di San Pietro apostolo a Senigallia e furono presiedute da monsignor Piero Coccia, arcivescovo metropolita di Pesaro e presidente della Conferenza episcopale marchigiana. Erano presenti il vescovo di Senigallia Francesco Manenti, il vescovo di Fano-Fossombrone-Cagli-Pergola Armando Trasarti, il vescovo emerito di Senigallia Giuseppe Orlandoni, il vescovo di Jesi Gerardo Rocconi, il vescovo emerito di Fabriano-Matelica Giancarlo Vecerrica e numerosi presbiteri e diaconi delle diocesi di Fano-Fossombrone-Cagli-Pergola e di Senigallia. È sepolto nella tomba di famiglia del cimitero di Ostra Vetere.

## Genealogia episcopale
La genealogia episcopale è:
- Cardinale Scipione Rebiba
- Cardinale Giulio Antonio Santori
- Cardinale Girolamo Bernerio, O.P.
- Arcivescovo Galeazzo Sanvitale
- Cardinale Ludovico Ludovisi
- Cardinale Luigi Caetani
- Cardinale Ulderico Carpegna
- Cardinale Paluzzo Paluzzi Altieri degli Albertoni
- Papa Benedetto XIII
- Papa Benedetto XIV
- Papa Clemente XIII
- Cardinale Marcantonio Colonna
- Cardinale Giacinto Sigismondo Gerdil, B.
- Cardinale Giulio Maria della Somaglia
- Cardinale Carlo Odescalchi, S.I.
- Cardinale Costantino Patrizi Naro
- Cardinale Lucido Maria Parocchi
- Papa Pio X
- Papa Benedetto XV
- Papa Pio XII
- Cardinale Eugène Tisserant
- Cardinale Bernardin Gantin
- Vescovo Mario Cecchini